# Oxeoschistus isolda
Oxeoschistus isolda är en fjärilsart som beskrevs av Otto Thieme 1906. Oxeoschistus isolda ingår i släktet Oxeoschistus och familjen praktfjärilar. Inga underarter finns listade i Catalogue of Life.